# Tomas Blank
Tomas Egon Blank, född 6 oktober 1956 i Enskede församling, är en svensk kompositör, arrangör, dirigent och musiker (flöjt, Klarinett och akustisk gitarr)
Blank utbildade sig på Stockholms Musikpedagogiska Institut i Stockholm och sedan i Salzburg, Österrike. Efter studier började han sin musikbana på CBS Records och fortsatte sedan på Polar Music och Sweden Music. Under 1980-talets slut och till mitten på 1990-talet arbetade Blank för EMI Records. Har även gjort produktioner för BMG/SONY Records och för bolag i Tyskland och Österrike.
Blank är ofta anlitad som arrangör av folkmusik för symfoniorkestrar och kammarmusikensembler. Bland annat kan nämnas ett 60-tal arrangemang av klassiska svenska visor som spelades in tillsammans med Göteborgs Symfonietta. Han har arrangerat och skrivit egen musik till över 150 olika skivproduktioner och har cirka 900 titlar registrerade hos Stim.